# (336203) Sandrobuss
(336203) Sandrobuss est un astéroïde de la ceinture principale.

## Description
(336203) Sandrobuss est un astéroïde de la ceinture principale. Il fut découvert le 22 septembre 2008 à Vicques par Michel Ory. Il présente une orbite caractérisée par un demi-grand axe de 2,65 UA, une excentricité de 0,22 et une inclinaison de 3,3° par rapport à l'écliptique.